# Sapromyza elegans
Sapromyza elegans är en tvåvingeart som beskrevs av Kertesz 1900. Sapromyza elegans ingår i släktet Sapromyza och familjen lövflugor. Inga underarter finns listade i Catalogue of Life.